# ويليام هنري روس
ويليام هنري روس هو سياسي كندي، ولد في 13 يناير 1886، وتوفي في 29 أكتوبر 1943. حزبياً، نشط في الحزب الليبيرالي الألبرتي. وقد انتخب عضو الجمعية التشريعية ألبرتا.